# Underdog - Storia di un vero supereroe
Underdog - Storia di un vero supereroe (Underdog) è un film del 2007 diretto da Frederik Du Chau già conosciuto per aver diretto Striscia, una zebra alla riscossa.
Il film è ispirato alla serie animata nota in Italia come Ughetto - Cane perfetto. È il primo film prodotto dalla Disney basato da una serie animata di produzione terza. Infatti, Ughetto - Cane perfetto è una serie animata prodotta dalla Total Television.

## Trama
Dopo un incidente nel laboratorio dello scienziato pazzo Barsinister, un giovane beagle di nome Shoeshine normale e senza casa si ritrova con dei poteri straordinari, senza dimenticare l'incredibile abilità di trasformare il suo modo di abbaiare in un discorso umano. Ora, dotato di un attraente costume da supereroe, questo improbabile crociato intabbarrato, che si definisce umilmente Underdog, giura di proteggere i cittadini indifesi di Capitol City, in particolare una bellissima Springer Spaniel inglese di nome Polly Purebred.
Quando il piano inquietante di Barsinister e del suo massiccio scagnozzo Cad minaccia di distruggere Capitol City, soltanto Underdog può salvare la situazione.

## Accoglienza
Il film ha ricevuto recensioni negative da parte della critica, in particolar modo per la scarsa fedeltà alla serie animata da cui è tratto, e fu solo un modesto successo al botteghino, incassando circa 65.3 milioni di dollari a fronte di un budget di 25 milioni.